# Radical 96
玉 (jade, bijou, balle, bille, sphère) est un kanji composé de 5 traits. Il fait partie des Kyōiku kanji/1re année.
Il se lit ギヨク (gyoku) en lecture on et たま (tama) en lecture kun.
Le caractère Unicode de 玉 est 7389.